# Serrano Sport Club
O Serrano Sport Club é um clube brasileiro de futebol, fundado na cidade de Vitória da Conquista, no estado da Bahia. Suas cores são verde, vermelho e branco, fundado em 22 de dezembro de 1979.
Em 1981 fez sua estreia na primeira divisão do campeonato baiano. A equipe disputou o campeonato brasileiro Série B 1987 e Série D 2015.
O time revelou grandes craques para o futebol baiano e brasileiro, a exemplo de Claudir (campeão brasileiro de 1988 pelo Bahia), Zó e Keu, gêmeos que jogavam no meio de campo e no ataque (Keu chegou a jogar no Corinthians) e Pena (que jogou no Palmeiras e no Porto de Portugal).
Atualmente, o rubro-verde é administrado por um grupo de empresários que têm direito, cada um, a um voto nas decisões a serem tomadas.
No mês de setembro de 2013 a equipe transferiu suas atividades para a cidade de Teixeira de Freitas, no extremo sul do estado, onde mandou seus jogos até o final da temporada de 2014, inclusive do Campeonato Baiano da Primeira Divisão de 2014.
O clube retornou suas atividades com as categorias de base, na cidade de Vitória da Conquista no ano de 2021, e vem disputando o campeonato baiano sub15 e sub17 desde o ano citado.

## Mandos de campo
O Serrano realizava seus jogos no Estádio Lomanto Júnior, mais conhecido como Lomantão, em Vitória da Conquista, com capacidade para 11.538 pessoas. O estádio é público, mantido pela prefeitura municipal de Vitória da Conquista. Grandes clubes já enfrentaram o Serrano no estádio como o Vasco da Gama, Flamengo, Bahia, Vitória, Botafogo, Fluminense, Santa Cruz, Ponte Preta e Náutico.
Com a mudança para a cidade de Teixeira de Freitas, o Serrano mandava suas partidas no Estádio Municipal Antonio Pereira de Almeida (Tomatão, antigo Robertão), com capacidade para 2 700 pessoas, recentemente reformado.

## Torcida
São torcidas organizadas do clube:
- Gaviões do Jurema: mais antiga do interior da Bahia, fundada em 1979.
- Serramor:  do bairro Guarani, da cidade de Vitória da Conquista.
- Torcida Organizada Bonde do Serra: criada dia 10 de fevereiro de 2014 na cidade de Teixeira de Freitas.

## Rivalidade

### Clássico do Café
Os confrontos entre o Serrano e o Vitória da Conquista, chamados de Clássico do Café, configuram um clássico do futebol baiano opondo os clubes da mesma cidade, Vitória da Conquista, habitualmente enfrentando-se no Estádio Lomanto Júnior.

## Títulos
| ESTADUAIS | ESTADUAIS                                         | ESTADUAIS | ESTADUAIS  |
|           | Competição                                        | Títulos   | Temporadas |
| --------- | ------------------------------------------------- | --------- | ---------- |
|           | Campeonato Baiano Seletivo para a Segunda Divisão | 1         | 1992       |
|           | 1ª Fase do Campeonato Baiano de Futebol           | 1         | 2014       |

## Estatísticas

### Últimas dez temporadas
Legenda:
| Campeão Vice-campeão | Rebaixamento Acesso |

## Ídolos
- Renivaldo Pereira de Jesus
- Kéu
- Zó
- João Cavalinho
- José Jadílson

## Hino
Em 1980, em um jogo disputado em Vitória da Conquista (Serrano 1 X 1 Galícia), Milton Santarém (autor do Hino Canário, oficial do E.C. Ypiranga) e os seus filhos Ricardo e Renato Santarém, compositores de música popular, resolveram, emocionados pela beleza da região, compor o hino.